# Bière de Saint-Louis
Pour les articles homonymes, voir Saint-Louis.
Vous pouvez aider à l'améliorer ou bien discuter des problèmes sur sa page de discussion.
- Il ne cite pas suffisamment ses sources. Vous pouvez indiquer les passages à sourcer avec {{référence nécessaire}} ou {{Référence souhaitée}}, et inclure les références utiles en les liant aux notes de bas de page. (Marqué depuis mars 2021)

- Archive Wikiwix
- Bing
- Cairn
- DuckDuckGo
- E. Universalis
- Gallica
- Google
- G. Books
- G. News
- G. Scholar
- Persée
- Qwant
- (zh) Baidu
- (ru) Yandex
- (wd) trouver des œuvres sur Wikidata

La bière de Saint-Louis est née le 23 septembre 1816 par la construction de la brasserie de Saint-Louis appelée par le nom de son fondateur brasserie Freund.

## La brasserie
La construction est faite avec les matériaux provenant du démantèlement de la forteresse Vauban de Huningue.
En 1906, la Brasserie Fischer de Schiltigheim prend le contrôle de la Brasserie de Saint-Louis et produit 30 000 hl par an.
En 1925, la dénomination de la brasserie Freund devient : La Brasserie de St-Louis S.A.
En 1937, le département du Haut-Rhin ne compte plus que 3 brasseries situées à Colmar, Lutterbach et Saint-Louis contre 2000 moins de deux siècles plus tôt.
En 1960, fatiguée de son vieux matériel et concurrencée par des brasseries plus modernes, la brasserie de St-Louis confie la fabrication de ses bières à la Brasserie Fischer. Ainsi prend fin l'activité de production d'une des plus anciennes entreprises de la région.
En 1968, la brasserie de Saint-Louis est démolie pour faire place à une rénovation urbaine et un nouveau dépôt est construit.
En juillet 1996, l'entrepôt est définitivement fermé. Les bâtiments sont mis en vente.
En 2010, à la suite de la construction et de l'installation de l'équipement nécessaire, la nouvelle Brasserie de Saint-Louis ouvre ses portes, avec de nouvelles recettes de brassage.

## Les bières

### Bière Blonde 1816
Une bière franche et typée au nez épicé, ronde et persistante en bouche, à la mousse veloutée, abondante et fine. Une amertume agréable et une belle couleur d’or soutenu. Filtrée, non pasteurisée, pur malt.

### Bière Blanche
Une bière légère, discrètement acidulée au goût subtil d’agrumes, finement voilée. Nez de froment agréable avec une note finale rafraîchissante. Filtrée, non pasteurisée, pur malt.

### Bière Ambrée
Bière ambrée légèrement trouble pour les mêmes raisons que la Blonde. Les maltes légèrement grillés qui sont utilisés dans cette bière lui confèrent un nez de caramel. L'entrée en bouche confirme ce nez. Elle a une bouche légèrement acide et piquante qui se prolonge par une amertume légère due au houblon. Non filtrée, non pasteurisée, pur malt.

### Bière de Printemps
Bière artisanale de dégustation, non filtrée et non pasteurisée légèrement ambrée. Ce sont des bières sur lie dont le goût reste en évolution. Un dépôt naturel de levure en fond de bouteille est gage de qualité. Pur malt.

## Logos

Logo de la Bière de Saint-Louis de mai 2007 à 2009.
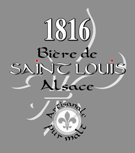
Logo actuel depuis 2009.